# نظريات أصل كريستوفر كولومبوس

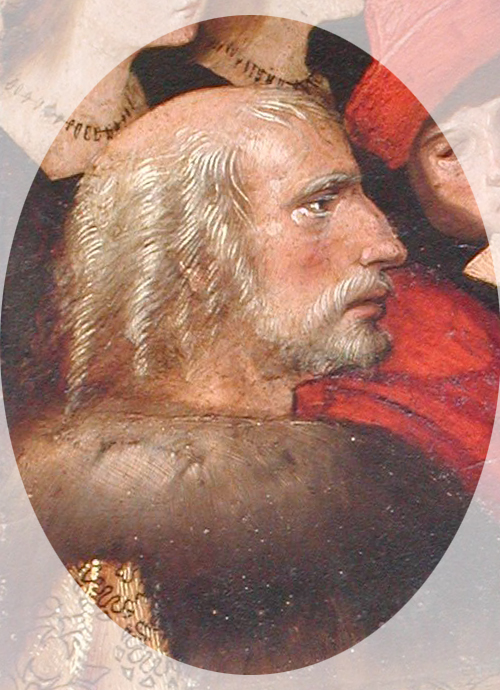
كريستوفر كولومبوس، كما صوره أليغو فرنانديز في لوحته عذراء الملاحين التي رسمها في الفترة 1531- 1536، أي بعد وفاة كولومبوس.

شكل الأصل العرقي أو القومي الدقيق للمستكشف كريستوفر كولومبوس (1451- 1506) مصدرًا للتكهنات منذ القرن التاسع عشر. أجمع المؤرخون عمومًا على أن عائلة كولومبوس كانت من منطقة لغرية الساحلية، وأنه قضى طفولته وشبابه المبكر في جمهورية جنوة، في جنوة، في فيكو ديريتو، وأنه عاش بعد ذلك في سافونا، بعد انتقال والده دومينيكو إليها في عام 1470. تعتمد الكثير من الأدلة على بيانات تتعلق بالروابط العائلية المباشرة لكولومبوس في جنوة، والآراء التي أعرب عنها المعاصرون فيما يتعلق بأصوله التي تعود لجنوة، ولا يعارض ذلك سوى القليل من الأشخاص.
توجد العديد من الفرضيات الأخرى، ولكنها لم تلق القبول على نطاق واسع.
في عام 2021، بدأت دراسة دولية للحمض النووي الريبوزي منقوص الأكسجين، بهدف تحديد أصول كولومبوس.

## الأصل الجنوي

### الوثائق
كتب كولومبوس في صك البكورة عام 1498:
«كما ولدت في جنوة ... أتيت منها وولدت فيها...».
يؤكد العديد من المؤرخين، بمن فيهم الباحث الإسباني البارز ألتولاغيري، صحة الوثيقة، ومع ذلك، يرى البعض الآخر أنها ملفقة. يعتقد البعض أن تقديمها في المحكمة، خلال دعوى قضائية بين ورثة كولومبوس، في عام 1578، لا تدعم حجة أنها حقيقية بالفعل.

تبدأ رسالة من كولومبوس، بتاريخ 2 أبريل 1502، إلى بنك سانت جورج، أقدم وأشهر المؤسسات المالية في جنوة، بالكلمات: 
«جسدي هنا، ولكن قلبي ما زال هناك...».
يشكك البعض بصحة هذه الرسالة، ولكن الغالبية العظمى من العلماء يعتقدون أنها حقيقية. يشهد الفحص الأكثر دقة من قبل علماء الخطوط لصالح أصالتها. تنتمي هذه الرسالة لمجموعة الوثائق التي عهد بها كولومبوس إلى صديق من جنوة، بعد التجارب المريرة لرحلته الثالثة، قبل شروعه في الرحلة الرابعة.
في ربيع عام 1502، جمع كولومبوس نسخًا موثقة من جميع الكتابات المعنية بحقوقه في الأراضي الجديدة التي اكتشفها. أرسل كولومبوس هذه الوثائق إلى نيكولو أوديريكو، سفير جمهورية جنوة، وأعطاه أيضًا رسالة إلى بنك سانت جورج، التي صرح فيها أنه سيترك للبنك عُشر دخله، مع توصية لابنه دييغو. عاد أوديريكو إلى جنوة وسلم الخطاب إلى البنك. رد البنك في 8 ديسمبر 1502، مشيدًا بحسن فعل ابن بلدهم المشهور تجاه وطنه الأصلي. لم يصل الرد، للأسف، إلى وجهته؛ إذ اشتكى كولومبوس، الذي عاد إلى قشتالة بعد رحلته الرابعة، من ذلك في رسالة أخرى إلى السفير أوديريكو، بتاريخ 27 ديسمبر 1504، وتراجع عن وصيته السابقة على الفور.
بقيت رسالته الأولى محفوظة في أرشيف بنك سانت جورج، إلى أن أصبح تحت سلطة بلدية جنوة، بينما بقيت الرسائل الثلاث الأخرى محفوظة ضمن أرشيف عائلة أوديريكو حتى عام 1670، عندما أعطتها العائلة لجمهورية جنوة. بعد سقوط الجمهورية، انتقلت الرسائل إلى مكتبة آخر أعضاء مجلس الشيوخ، ميشيل كامبياسو، لتستحوذ عليهم مدينة جنوة أخيرًا. توجد أيضًا وثائق عامة وقانونية (أكثر من مئة وثيقة)، محفوظة في أرشيفي جنوة وسافونا، تتعلق بوالد كولومبوس وكولومبوس نفسه وجده وأقاربه.
ومع ذلك، ما يزال يوجد شك آخر يتعين تسويته، وهو ما إذا كانت جميع الوثائق المذكورة تتعلق بكريستوفر كولومبوس، الذي أصبح فيما بعد كريستوبال كولون، أدميرال بحر المحيط في الأراضي الإسبانية. قد يكون إجماع السفراء والمؤرخين المعاصرين، على الاعتقاد بأن أصول كولومبوس تعود لجنوة، كافيًا كدليل على ذلك، ومع ذلك، يوجد إثبات آخر، وهو وثيقة مؤرخة بتاريخ 22 سبتمبر 1470، يدين فيها قاضي جنائي دومينيكو كولومبو. تعلقت الإدانة بديون دومينيكو، وابنه كريستوفر (المذكور صراحةً في الوثيقة)، لجيرولامو ديل بورتو. في الوصية التي تركها الأدميرال كريستوفر كولومبوس في مدينة بلد الوليد قبل وفاته، الوثيقة الأصلية التي لا يوجد أي خلاف عليها وما نزال نملكها لغاية اليوم، يتذكر الملاح المحتضر هذا الدين القديم، الذي بدا واضحًا أنه لم يرد. بالإضافة إلى ذلك، يوجد إثبات آخر في مستند وثقه كاتب العدل جيرولامو فينتيميليا في 25 أغسطس 1479 في جنوة. يُعرف هذا المستند باسم وثيقة أسيرتو، على اسم الباحث الذي وجدها في أرشيف الدولة في جنوة في عام 1904، وهو مستند يتعلق بدعوى قضائية حول صفقة للسكر في جزيرة ماديرا الأطلسية. في المستند، أقسم الشاب كريستوفر أنه مواطن من جنوة يبلغ من العمر 27 عام ويقيم في البرتغال وأنه مخول بتمثيل تجار جنوة في تلك الصفقة، وهذا كان الدليل على انتقاله إلى البرتغال. يجب الأخذ بعين الاعتبار أن صنع نسخة مزيفة معقولة كان مستحيلًا في الزمن الذي وجد فيه أسيرتو المستند. في الوقت الحاضر، وبوجود التقنيات الكيميائية الحديثة، يمكن تصنيع وثيقة مشابهة، وجعلها تبدو قديمة، كما لو كانت تعود لقرون مضت إن تطلب الأمر، بشكل يصعب فيه إثبات زيفها. وفي عام 1960، كان تزييف المستند أمرًا مستحيلًا أيضًا.

بالإضافة إلى الوثيقتين المذكورتين، تتوفر وثائق أخرى تربط هوية كريستوفر كولومبوس جنوي الأصل، ابن دومينيكو، بأدميرال إسبانيا. وفقًا لمستند بتاريخ 11 أكتوبر 1496: 
«جيوفاني كولومبو من كوينتو وماتيو كولومبو وأميغيتو كولومبو، إخوة أنطونيو الراحل، يعلمون ويدركون تمامًا وجوب سفر جيوفاني إلى إسبانيا لرؤية السيد كريستوفر كولومبوس، أدميرال ملك إسبانيا، وأن جميع التكاليف، التي سينفقها جيوفاني لرؤية السيد كريستوفر المذكور سابقًا، يجب أن يدفعها الإخوة الثلاثة المذكورون أعلاه، كل منهم يدفع ثلث ... وعلى ذلك هم موافقون».
في وثيقة قضائية رابعة، كتبت في سافونا في 8 أبريل 1500، طلب سيباستيانو كونيو، الوريث لنصف أملاك والده كورادو، استدعاء كريستوفر وجياكومو (المسمى دييغو)، أبناء وورثة دومينيكو كولومبو، إلى المحكمة والحكم عليهم بدفع ثمن أرضين تقعان في ليجين. تؤكد هذه الوثيقة غياب كريستوفر ودييغو عن جمهورية جنوة بهذه الكلمات: «المتهمان المذكوران ليسا موجودين في أراضي بيزا ونيقية».
كانت الوثيقة القضائية الخامسة، التي كتبت في سافونا في 26 يناير 1501، أكثر وضوحًا. قال مجموعة من مواطني جنوة، تحت القسم وبكل وضوح، معًا وبشكل منفصل، إن كريستوفر وبارتولوميو وجياكومو كولومبوس، أبناء وورثة دومينيكو آنف الذكر، غائبون منذ فترة طويلة عن مدينة سافونا وسلطتها، وكذلك عن بيزا ونيس في بروفنس، وإنهم يقيمون في منطقة إسبانيا، كما هو معروف.
أخيرًا، يوجد وثيقة سادسة مهمة جدًا لكاتب العدل بارتولوميو أودينو، كتبت في سافونا في 30 مارس 1515. وفقًا لهذه الوثيقة القضائية، أرسل ليون بانكالدو، الرجل السافوني الشهير الذي أصبح فيما بعد أحد ملاحي رحلة ماجلان، والد زوجته في مكانه كنائب عن دييغو كولومبوس، نجل الأدميرال كريستوفر كولومبوس. توضح الوثيقة كيف استمرت روابط عائلة المكتشف بسافونا، الاقتصادية جزئيًا، على الرغم من وفاته.